# 1,5-Pentandiol
1,5-Pentandiol ist eine chemische Verbindung aus der Gruppe der Alkandiole. Sie besteht aus dem Grundgerüst des n-Pentans, an dessen terminalen Positionen sich Hydroxygruppen befinden.

## Gewinnung und Darstellung
Technisch ist 1,5-Pentandiol durch Hydrogenolyse von Tetrahydrofurfurylalkohol bei Temperaturen von 250–300 °C und Drücken von 230–430 bar an Adkins-Katalysatoren auf Basis von spinellem Kupferchromit zugänglich.
Daneben kann die Verbindung durch katalytische Hydrierung von Glutarsäure, Glutaraldehyd oder Glutarsäureestern gewonnen werden.
Ein weiterer Syntheseweg besteht in der Hydrierung von Furfural mit molekularem Wasserstoff und Eisen(II)-chlorid am Platinkatalysator.

## Eigenschaften
1,5-Pentandiol ist eine farblose Flüssigkeit, die bei einer Temperatur von 242 °C siedet.
Es bildet bei höheren Temperaturen entzündliche Dampf-Luft-Gemische. Die Verbindung hat einen Flammpunkt bei 142 °C. Der Explosionsbereich liegt zwischen 1,3 Vol.‑% als untere Explosionsgrenze (UEG) und 13,1 Vol.‑% als obere Explosionsgrenze (OEG). Die Zündtemperatur beträgt 330 °C. Der Stoff fällt somit in die Temperaturklasse T2.

## Verwendung
1,5-Pentandiol findet Anwendung als Weichmacher in der Kunststoffindustrie.
Durch Reaktion mit Kaliumiodid, Diphosphorpentoxid und Phosphorsäure kann 1,5-Diiodpentan gewonnen werden.